# Гулийка
Гулийка (болг. Гулийка) — село в Болгарии. Находится в Кырджалийской области, входит в общину Крумовград. Население составляет 138 человек.

## Политическая ситуация
В местном кметстве Гулийка, в состав которого входит Гулийка, должность кмета (старосты) исполняет Халил Мехмед Ахмед (Движение за права и свободы (ДПС)) по результатам выборов.
Кмет (мэр) общины Крумовград — Себихан Керим Мехмед (Движение за права и свободы (ДПС)) по результатам выборов.